# Flutuação quântica de vácuo

Um diagrama de Feynman em que a interação de dois glúons virtuais produz um bóson de Higgs, um quark top e um antiquark top.

Na física quântica, uma flutuação quântica é a mudança súbita, temporária e inesperada na quantidade de energia em um ponto localizado do espaço . Quando ocorrem em pontos do vácuo são denominadas flutuações quânticas de vácuo.
Isso é rotineiramente observado em processos envolvendo colisões em aceleradores de partículas; essas flutuações de energia vêm em forma esporádica e podem se transformar de fato em partículas de matéria, de acordo com a fórmula de equivalência entre massa e energia de Albert Einstein, {\displaystyle E=mc^{2}}.
A ideia de flutuações quânticas também fundamenta a introdução de pares de partícula-antipartícula das assim chamadas partículas virtuais em alguns diagramas de Feynman, em Física de Partículas. Em primeira acepção, partículas virtuais não têm existência física, sendo de fato uma peculiaridade matemática atrelada à estrutura lógica dos diagramas; mas permitem também expressar o fato de que flutuações quânticas reais podem induzir reações envolvendo partículas ou alterar os resultados esperados nestas reações.
As flutuações quânticas de vácuo são notórias em proximidades a fontes de energia relativamente intensas, como o laser azul no vídeo acima, que dá origem ao halo vermelho ou verde onde observam-se flutuações quânticas amplificadas;  mas sabe-se que mesmo no melhor vácuo há energia residual, e flutuações quânticas de energia nele ocorrem. As flutuações quânticas de vácuo são neste caso detectadas, por exemplo, via experimento de Casimir.
O contrário por muitos alegado, é bom esclarecer que as flutuações quânticas, de vácuo ou em Física de Partículas, não violam a Lei de Conservação de Energia. Uma má interpretação do Princípio da Incerteza geralmente aparece envolvida no contexto; colocando-o efetivamente como a fonte da energia extra envolvida ou como uma autorização para momentâneas violações da Lei de Conservação da Energia; o que não é correto . 
As flutuações quânticas podem ter sido muito importantes na origem da estrutura do universo: de acordo com o modelo de inflação as que existiam quando a inflação começou foram amplificadas e formaram a semente de toda estrutura observável atual. 
Supõe-se que a energia de vácuo também pode ser responsável pela atual expansão acelerada do universo (constante cosmológica).